# Lilla Råtjärnet
Lilla Råtjärnet är en sjö i Arvika kommun i Värmland och ingår i Göta älvs huvudavrinningsområde. Sjöns area är 0,017 kvadratkilometer och den är belägen 247 meter över havet.